# Ludolf Krehl (Orientalist)

Ludolf Krehl

Christoph Ludolf Ehrenfried Krehl (* 29. Juni 1825 in Meißen; † 15. Mai 1901 in Leipzig) war ein deutscher Orientalist.

## Leben
Ludolf Krehl wurde als Sohn des Theologen und späteren Universitätspredigers August Ludwig Gottlob Krehl geboren. Er studierte an den Universitäten Leipzig (bei Heinrich Leberecht Fleischer), Tübingen (bei Heinrich Ewald) und Paris orientalische Sprachen und setzte seine Studien in Sankt Petersburg fort.
1852 erhielt er eine Anstellung als Sekretär an der königlichen Bibliothek in Dresden, kam 1861 als außerordentlicher Professor der orientalischen Sprachen und Universitätsbibliothekar nach Leipzig und wurde dort 1869 ordentlicher Honorarprofessor und Oberbibliothekar. Zum 2. Januar 1874 wurde er schließlich planmäßiger Ordinarius seines Fachs und stand seiner Fakultät 1876/77 als Dekan vor. Aufgrund eines Augenleidens wurde er zum 1. September 1899 endgültig in den Ruhestand versetzt. Seit 1878 war er auswärtiges Mitglied der Bayerischen Akademie der Wissenschaften. Er war Mitglied der Russischen Akademie der Wissenschaften in Sankt Petersburg.

## Werke
- Ueber den Sahîh des Buchârî. In: Zeitschrift der Deutschen Morgenländischen Gesellschaft, Band 4. 1850. S. 1–32 (Digitalisat).
- Ueber einige muhammedanische Münzen des Königlichen Münz-Cabinets zu Dresden. In: Zeitschrift der Deutschen Morgenländischen Gesellschaft, Band 12. 1858. S. 250–263 (Digitalisat).
- Nachträgliche Bemerkungen zu "Blau und Stickel, über einige muhammedanische Münzen". In: Zeitschrift der Deutschen Morgenländischen Gesellschaft, Band 12. 1858. S. 263–268 (Digitalisat).
- Über die Religion der vorislamischen Araber. Leipzig 1863.
- Über die koranische Lehre von der Prädestination. Leipzig 1870.
- Beiträge zur Charakteristik der Lehre vom Glauben im Islam. Leipzig 1877.
- Ueber die Sage von der Verbrennung der Alexandrinischen Bibliothek durch die Araber: Estratto dagli Atti del IV Congresso degli Orientalisti. Florenz 1880. 24 S.
- Das Leben und die Lehre des Muhammed. Leipzig 1884, Band 1.
- Omar ben Suleimans Erfreuung der Geister. Leipzig 1848, mit deutscher Übersetzung.
- ein Teil von Makkaris Geschichte „der spanischen Araber“ (Analectes sur l'histoire et la littérature des Arabes d'Espagne, par al-Makkari; Leiden 1855 ff., 2 Bände).
- arabischer Text der Traditionssammlung von Buchari (Recueil des traditions musulmanes par el-Bokhari, Leiden 1862–72, 3 Bände).